# Bill Bolger
William James «Bill» Bolger (Nueva York, Nueva York, 21 de agosto de 1931-Glen Ellyn, Illinois, 8 de octubre de 2009) fue un jugador de baloncesto estadounidense que disputó una temporada en la NBA. Con 1,96 metros de estatura, jugaba en la posición de alero.

## Trayectoria deportiva

### Universidad
Jugó durante tres temporadas con los Hoyas de la Universidad de Georgetown, en las que promedió 16,1 puntos por partido. Lideró a su equipo en anotación en sus dos últimas temporadas, y se graduó como el mejor anotador hasta ese momento de la historia de los Hoyas y el segundo en sobrepasar la cifra de 1000 puntos, después de Tommy O'Keefe, que lo logró en cuatro temporadas.

### Profesional
Fue elegido en la decimosegunda posición del Draft de la NBA de 1953 por Milwaukee Hawks, pero acabó fichando por los Baltimore Bullets, con los que jugó 20 partidos en los que promedió 2,8 puntos y 1,8 rebotes.

## Estadísticas de su carrera en la NBA

### Temporada regular
| Temporada | Edad | Equipo            | Liga | P  | TIT | MIN  | TC  | TCA | %TC  | 3P | 3PA | %3P | TL  | TLA | %TL  | R.OF. | R.DEF. | REB | ASIS | ROB | TAP | PER | FP  | PTS |
| 1953-54   | 22   | Baltimore Bullets | NBA  | 20 |     | 10.1 | 1.2 | 3.0 | .407 |    |     |     | 0.4 | 0.7 | .615 |       |        | 1.8 | 0.6  |     |     |     | 1.4 | 2.8 |
| Total     |      |                   | NBA  | 20 |     | 10.1 | 1.2 | 3.0 | .407 |    |     |     | 0.4 | 0.7 | .615 |       |        | 1.8 | 0.6  |     |     |     | 1.4 | 2.8 |